# The Night Before Christmas (filme)
The Night Before Christmas (bra: A Noite Antes do Natal) é um curta-metragem de animação lançado em 1933, como parte da série Silly Symphonies. Foi dirigido por Wilfred Jackson e produzido por Walt Disney.